# Gay Salomé
Gay Salomé è un film italiano del 1980 diretto da Michele Massimo Tarantini.

## Trama
In un noto locale gay si svolge una recita di Salomè. Nel frattempo si assistono a brevi episodi che si svolgono nel locale con protagonisti i clienti.